# Angus King
Angus S. King junior (ur. 31 marca 1944 w Alexandria, Wirginia) — amerykański polityk ze stanu Maine, gubernator stanu Maine w latach 1995-2003, w 2012 wybrany do Senatu. Maine jest jednym z nielicznych stanów USA, gdzie system dwupartyjny (demokraci-republikanie) jest stosunkowo słaby i większe szanse mają kandydaci niezależni i z tak zwanych trzecich partii (third parties). 

## Życiorys
W 1994 został wybrany na stanowisko gubernatora tego stanu, pokonując jednego ze swoich poprzedników, demokratę Josepha Brennana i obecną senator republikankę Susan Collins. Na tym stanowisku pozostawał przez dwie (1995-2003) czteroletnie kadencję. Nie mógł, zgodnie z prawem stanu, ubiegać się o trzecią. Jego następcą został dotychczasowy demokratyczny kongresmen John Baldacci.
Był bardzo popularny jako gubernator. Podczas walki o reelekcję w 1998 zebrał 59 procent głosów przeciwko 19 zebranym przez kandydata republikanów i 12 przez demokratę. Ogólnie określany jest jako Moderate Populist Conservative.
W 2004 poparł kandydaturę Johna Kerry'ego na urząd prezydenta USA przeciw George’owi W. Bushowi.